# 임재석
임재석(1979년 11월 9일 ~ )은 대한민국의 킥복싱, 종합격투기 선수다. 전 스피릿 MC 미들급 챔피언이다.

## 이력
스트라이크포스, 엘리트 XC, 스피릿 MC에서 활동하였고 엘리트 XC : 레너게이드 대회에서 미국 종합격투기에 데뷔하였다.